# Влад Листьев. Пристрастный реквием
«Влад Листьев. Пристрастный реквием» — книга Евгения Додолева о Владиславе Листьеве, в которой повествуется о неизвестных «аспектах биографии популярного телеведущего» и рассказывается «как создавалась программа, перевернувшая жизнь страны». Выпущена вслед за книгой о передаче «Взгляд» («Взгляд» — битлы перестройки). «Парламентская газета» охарактеризовала обе книги как «сенсационные». Автор отмечал: «Он [Листьев] стал легендой и по качествам личностным, и по профессиональным. Ни в каких мифах для подтверждения этого статуса бренд „Влад Листьев“ не нуждается».

## О книге
В одном из интервью автор объяснил, что хотел «рассказать в книге то, что помнит, и дать слово всем». Книга, датированная 2012 годом, фактически увидела свет в конце 2011 года, накануне открытия XV национальной выставки-ярмарки «Книги России». Газета «Правда», ошибочно приписала авторство книги Владу Листьеву (убитому за 16 лет до её выхода). «Частный корреспондент» опубликовал фрагмент рукописи в апреле 2012 года.
Портретная галерея персонажей расположена по алфавиту. Изначально планировалась «неформальная» обложка, но автор настоял на «каноническом» изображении главного героя книги. Предисловие написал Кирилл Разлогов:
Предлагаемая вниманию читателя книга — явление по-своему уникальное, поскольку она сочетает в себе несколько проекций того (или, следуя объекту описания и анализа, — несколько взглядов на то), что происходило, казалось бы, в совсем недавнем прошлом и у всех в памяти, однако, представляется каждому со своей позиции, нередко противоречащей другим.
«Комсомольская правда», называя автора «иконой перестроечной журналистики», писала, что «самый жёсткий приговор он выносит главному герою — Листьеву: Влад был лучшим в профессии, но убили не журналиста, убили не самого удачливого бизнесмена, переоценившего свой статус народного любимца, потерявшего ориентиры».
Книга «даёт ответ» на вопрос «Откуда только берутся в таких объёмах высокомерно-презрительное отношение к окружающим, зацикленность на „себе любимом“, хамство, всезнайство и абсолютная категоричность» телеведущих. Николай Гульбинский в своей рецензии цитировал автора:
Если верить Додолеву (а я лично ему верю, он точен в деталях, а значит, скорее всего, не искажает истину и по-крупному), Листьев все же сумел избежать характерных для его профессии личностных деформаций: «Владислав точно не был подлым. Не был завистливым. Мелочным не был…. Святым, конечно, не был, грешил в полный рост. Всем своим женам изменял и был горьким пьяницей. Но кто без греха? Листьев был абсолютно порядочен по отношению к тем, кого числил своими… Был великодушен по-царски. Талантлив многогранно. Обаятелен беспредельно».
Рецензенты отмечали, что Додолев — «очень смелый автор и не боится предавать гласности такие факты, которые другой попридержал бы для узкого круга друзей и близких», но при этом и обращали внимание на авторскую позицию в отношении героя повествования: «зрители, журналисты, мы все потеряли лучшего в профессии… И это самое главное» в книге.

## Рецензии и отзывы
Евгений Додолев — непосредственный участник программы «Взгляд», о которой он пишет со страстной заинтересованностью. И все же он строит свою книгу не как поток личных воспоминаний, а скорее как конструктор-аналитик: автор-составитель монтирует разные куски происходящего, мифы, интервью, которые, каждое по-своему, проливают свет на какой-то небольшой фрагмент этой весьма поучительной, хотя и достаточно короткой истории, и стремится найти в этом своеобразном калейдоскопе определённые силовые поля, которые так или иначе представляются ему важными...Э тот текст завораживает тем, что высвечивает этих и других персонажей в разных контекстах и с разных позиций. Периодически Додолев вдруг вспоминает о том, что он всесильный «Автор», использует это своё положение и начинает впрямую анализировать поведение людей в водовороте событий того бурного времени, а не просто сталкивать их в системе мозаичных противопоставлений. В этих случаях с ним можно соглашаться или не соглашаться, но его мысли и взгляды всегда интересны и ярко изложены, порой они намеренно шокируют и входят в противоречие с текущими заблуждениями как вчерашнего, так и позавчерашнего и сегодняшнего дней.

Телеведущий и публицист Андрей Добров (журнал «Однако») писал:
Казалось бы, что такого — за последние годы было написано много статей, в которых дерзкие авторы то соскабливали, то просто срывали позолоту с образа первого гендиректора ОРТ. Но целью Додолева вовсе не было обличить, соскоблить, вызвать сомнения и подозрения. Он признает тот факт, что Влада Листьева застрелили в 95-м и даже отводит много места в книге и самому убийству, и тому, что произошло после. Но на самом деле эта книга не о Листьеве. Она о Перестройке. Ещё точнее — о Перестройке на Центральном телевидении. 
Литературный критик Александр Кондрашов («Литературная газета») вопрошал:
Кто убил Влада? Владислава Николаевича Листьева, героя нашего времени, простого русского парня из «полуподвальной» рабочей семьи, на перестроечной волне взлетевшего выше некуда… Трудно дать ответ на этот вопрос, потому что в его смерти так или иначе были заинтересованы (виновны) многие. Его хотели убить и убивали все начиная с него самого.
Журналист и медиаменеджер Антон Антонов-Овсеенко интерпретирует цитату из рукописи:
Додолев воспроизводит сценку в останкинском буфете: главный персонаж книги пророчески замечает, что в Останкино «проще убить человека, чем пропустить его вперёд». А всё почему? Потому что на ТВ, мы это знаем, из всех видов СМИ самые большие заработки.
Отар Кушанашвили писал:
По хорошему дерзких, готовых вырваться из путаных зарослей теории и вернуться к столь любезной мне, старомодному трудоголику, живой жизни людей  — всего ничего. Про светлой памяти Влада Листьева вам всё  — да как!  — поведал Е.Ю. Додолев.
Про фактор «сомнительных финансовых операций» и «больших денег на ТВ» упоминали и другие рецензенты.
При этом «Комсомольская правда» подчёркивала: «нет даже намека на игру в объективность — книга написана „с пристрастием“, что следует уже из её названия».
«Частный корреспондент», отмечая, что «Евгений Додолев в российской журналистике фигура не просто знаковая, но, можно сказать, этапная», обращает внимание на воспроизведённые в книге «точные характеристики» Александра Любимова и других героев произведения.

## Критика
- Необъективность изложения и наблюдений отмечалась как общая оценка качеств российской элиты[25]:

Вот это качество, отмечаемое Додолевым — быть порядочным по отношению к «своим» — весьма характерно для нашей политической, финансовой, медийной и всякой иной «элиты». Со «своими», то есть с теми, кого эти «небожители» считают людьми своего круга, принято соблюдать какие-то приличия. С остальными — всё дозволено. Абсолютно всё.
- Влад Листьев
- Александр Любимов
- Анатолий Лысенко
- Политковский и Мукусев

- Рецензентами высказывалось разочарование отдельными характеристиками героев[12][33]:

Вскользь упомянутый факт, что Виталий Вульф был «похоронен рядом со своим мужем», например… Доносы в КГБ, которые строчил один из «взглядовских» начальников Анатолий Лысенко на своих подчинённых. Всё это не может не огорчать. При том, что про Лысенко рассказал автору Владимир Мукусев, а сам Додолев достаточно энергично оправдывает «взглядовского» патрона, говоря о том, что бумаги, которые — в доказательство своих обвинений — предъявил ему экс-ведущий? нельзя назвать доносами в чистом виде: это просто расшифровки эфиров с пометками…
- Игорь Воеводин цитирует «бессмертный пушкинский эпиграф — „Он с одинаковым безразличием признавался как в дурных поступках, так и в добрых — следствие чувства превосходства, быть может, мнимого“?… Это о теперешнем Додолеве»[12].